# Polybia liliacea
Polybia liliacea är en getingart som först beskrevs av Fabricius 1804.  Polybia liliacea ingår i släktet Polybia och familjen getingar. Inga underarter finns listade i Catalogue of Life.